# نادي ييدزين
نادي ييدزين لكرة القدم هو نادي بوتاني ومقره في العاصمة تيمفو، بوتان. يعد أشهر الأندية في بوتان حيث فاز ببطولة الدور المحلي مرتين في عامي 2008 و2010. وقد تأسس في سنة 2002. شارك في بطولة كأس رئيس الاتحاد الآسيوي مرتين لاكنه لم يحقق أي انتصار أو تعادل.